# Marta Vall-llosera
Marta Vall-llossera Ferran (Lérida, 1962) es una arquitecta española. Fue decana del Colegio Oficial de Arquitectos de las Islas Baleares (COAIB) del año 2015 al 2021, y desde el 25 de febrero de 2022 es presidenta del Consejo Superior de los Colegios de Arquitectos de España (CSCAE).

## Trayectoria
Vall Llosera estudió arquitectura en la Escuela Técnica Superior de Arquitectura de Barcelona y se graduó como arquitecta en esta universidad. Ejerce como arquitecta con estudio propio. En el año 2015 fue elegida como decana del Colegio Oficial de Arquitectos de Baleares, cargo que renovó en las elecciones celebradas en el año 2019 en mayo. En estas elecciones y con motivo de su reelección, avaló el trabajo «en la defensa y puesta en valor de la arquitectura y los colegiados en la sociedad». Simultáneamente a su cargo como decana del Colegio balear de arquitectos, en los años 2018 a 2021 fue vicepresidenta primera en el Consejo Superior de los Colegios de Arquitectos de España que presidió el arquitecto Luis Comerón Graupera.
Desde sus puestos de responsabilidad institucional en el Colegio de arquitectos ha defendido la urgencia de gestionar las ayudas europeas de los fondos de recuperación y resiliencia para la rehabilitación de viviendas, edificios, rehabilitación de barrios, regeneración y renovación urbana. Un camino de trabajo que viene realizando como profesional arquitecta experta en rehabilitación y sostenibilidad del entorno construido. Val Llosera apuesta por una arquitectura que defina nuevos modelos sociales y estándares de bienestar, que "se han de abordar de manera conjunta, sostenible, socialmente inclusiva y económicamente viable, con medida y equilibrio".
El 25 de febrero de 2022, Vall Llossera fue elegida presidenta del Consejo Superior de los Colegios de Arquitectos de España (CSCAE). En su toma de posesión expresó su interés en continuar el proyecto de comunicar a la sociedad el papel de la arquitectura y el entorno construido como bienes de interés general, en el marco de la Ley de Calidad de la Arquitectura, Sigue promoviendo la necesidad de gestionar el fondo de recuperación europeo para la rehabilitación de viviendas y afrontar los problemas ambientales desde la perspectiva de la Agenda 2030 y los Objetivos de Desarrollo Sostenible con la infraestructura del Observatorio 2030 del CSCAE. Las acciones desarrolladas en publicación de buenas prácticas, la Guía para la elaboración del Libro del Edificio Existente o las guías de rehabilitación son ejemplos del trabajo desarrollado en el que Val Llosera ha colaborado.
Otros proyectos en los que Val Llosera está colaborando desde el CSCAE, abordan las relaciones internacionales como es el próximo Foro Internacional UIA 2022 ‘Affordable Housing Activation: Removing Barriers’ un foro sobre vivienda asequible que se celebrará en mayo de 2022 en Madrid en el Colegio Oficial de Arquitectos de Madrid (COAM), y en colaboración con la Unión Internacional de Arquitectos (UIA). Val Llosera cuenta en su equipo con Laureano Matas como secretario general, Juan Antonio Ortiz, vicepresidente primero; Moisés Castro, vicepresidente segundo; y María José Peñalver, tesorera.

## Reconocimientos
- 2022 Presidenta del Consejo Superior de los Colegios de Arquitectos de España (CSCAE)[2]